# Île Wislow
L'île Wislow est une île du groupe des Îles Fox appartenant aux îles Aléoutiennes en Alaska (États-Unis).